# Lubomír
Lubomír  è un nome proprio di persona ceco maschile.

## Varianti
- Ipocoristici: Luboš[1]

### Varianti in altre lingue
- Bulgaro: Любомир (Ljubomir)[1]
- Croato: Ljubomir[1]
  - Ipocoristici: Ljubo[1]
- Macedone: Љубомир (Ljubomir)[1]
  - Ipocoristici: Љубе (Ljube)[1]
- Polacco: Lubomierz[1], Lubomir[1]
- Serbo: Љубомир (Ljubomir)[1]
  - Ipocoristici: Љубо (Ljubo)[1], Љуба (Ljuba), Љубиша (Ljubiša)
- Slavo ecclesiastico: Лыѹбомир (Lyubomir)[1]
- Slovacco: Ľubomír[1]
  - Ipocoristici: Ľuboš[1]
  - Femminili: Ľubomíra

## Origine e diffusione
Significa "amore e pace", essendo composto dagli elementi slavi lyub ("amore", da cui anche Ljubov' e Libuše) e mir ("pace", presente anche in Miroslavo, Vladimiro, Dragomir e via dicendo).

## Onomastico
È un nome adespota, in quanto non esistono santi chiamati così. L'onomastico si festeggia dunque il 1º novembre, giorno di Ognissanti.

## Persone
- Lubomír Kolář, cestista cecoslovacco
- Lubomír Pokluda, calciatore ceco

### Variante Ľubomír

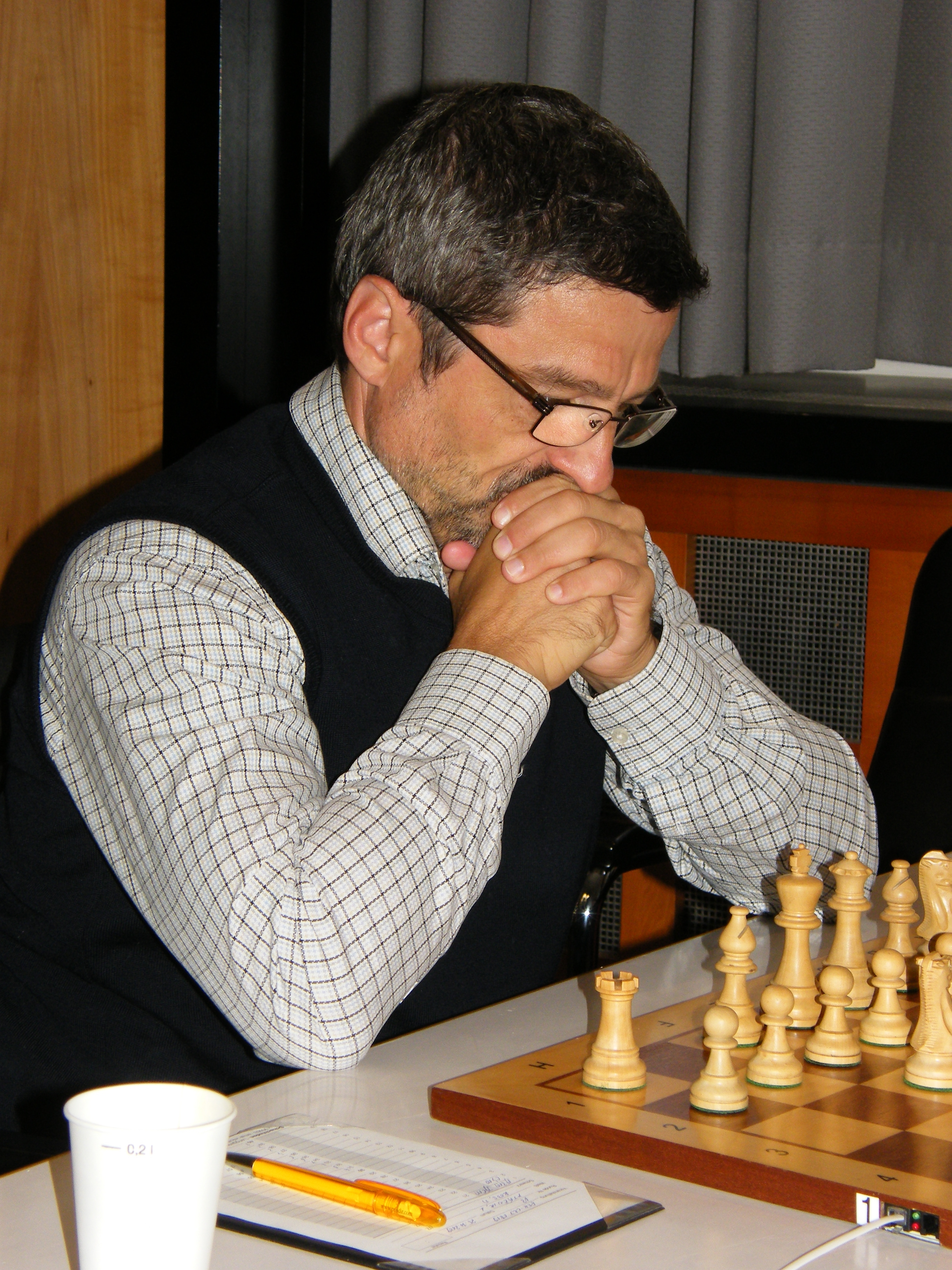
Ľubomír Ftáčnik

- Ľubomír Faktor, calciatore slovacco
- Ľubomír Ftáčnik, scacchista slovacco
- Ľubomír Guldan, calciatore slovacco
- Ľubomír Michalík, calciatore slovacco
- Ľubomír Moravčík, calciatore e allenatore di calcio slovacco
- Ľubomír Reiter, calciatore e allenatore di calcio slovacco

### Variante Ljubomir
- Ljubomir Fejsa, calciatore serbo

Ljubomir Ganev

- Ljubomir Ganev, dirigente sportivo ed ex pallavolista bulgaro
- Ljubomir Kaljević, politico serbo
- Ljubomir Kantonistov, calciatore russo
- Ljubomir Ljubojević, scacchista serbo
- Ljubomir Lovrić, allenatore di calcio, giornalista ed ex calciatore serbo
- Ljubomir Mihajlović, calciatore jugoslavo
- Ljubomir Panov, cestista bulgaro
- Ljubomir Radanović, calciatore montenegrino
- Ljubomir Stojanović, politico serbo
- Ljubomir Travica, allenatore di pallavolo ed ex pallavolista serbo
- Ljubomir Vračarević, artista marziale serbo

### Variante Ljubiša

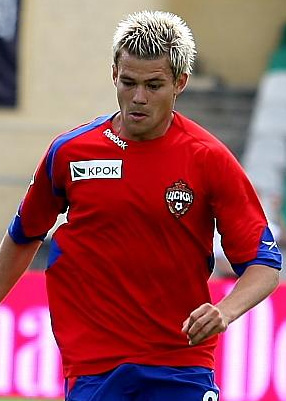
Luboš Kalouda

- Ljubiša Broćić, allenatore di calcio serbo
- Ljubiša Dunđerski, calciatore serbo
- Ljubiša Spajić, calciatore e allenatore di calcio jugoslavo
- Ljubiša Stefanović, calciatore e allenatore di calcio jugoslavo

### Variante Luboš
- Luboš Bartoň, cestista ceco
- Luboš Hušek, calciatore ceco
- Luboš Ilizi, calciatore slovacco
- Luboš Kalouda, calciatore ceco
- Luboš Kohoutek, astronomo ceco
- Luboš Kozel, calciatore e allenatore di calcio ceco
- Luboš Kubík, calciatore e allenatore di calcio ceco
- Luboš Loučka, calciatore ceco
- Luboš Pecka, calciatore ceco

### Variante Ľuboš

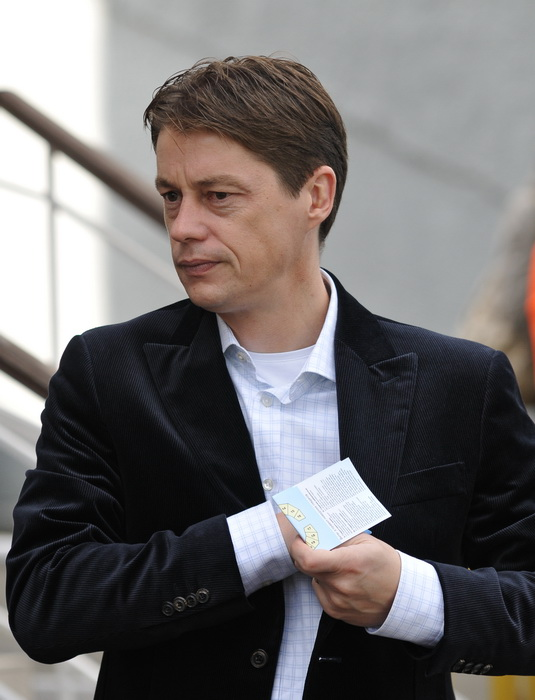
Ľuboš Micheľ

- Ľuboš Bartečko, hockeista su ghiaccio slovacco
- Ľuboš Hanzel, calciatore slovacco
- Ľuboš Kamenár, calciatore slovacco
- Ľuboš Micheľ, arbitro di calcio slovacco

### Altre varianti maschili
- Ljubo Benčić, calciatore e allenatore di calcio jugoslavo
- Ljube Boškoski, politico macedone
- Lubomir Kavalek, scacchista statunitense
- Ljubo Miličević, calciatore australiano
- Lubomir Staněk, pallavolista ceco

### Variante femminile Ľubomíra
- Ľubomíra Kurhajcová, tennista slovacca